# Museum sächsisch-böhmisches Erzgebirge

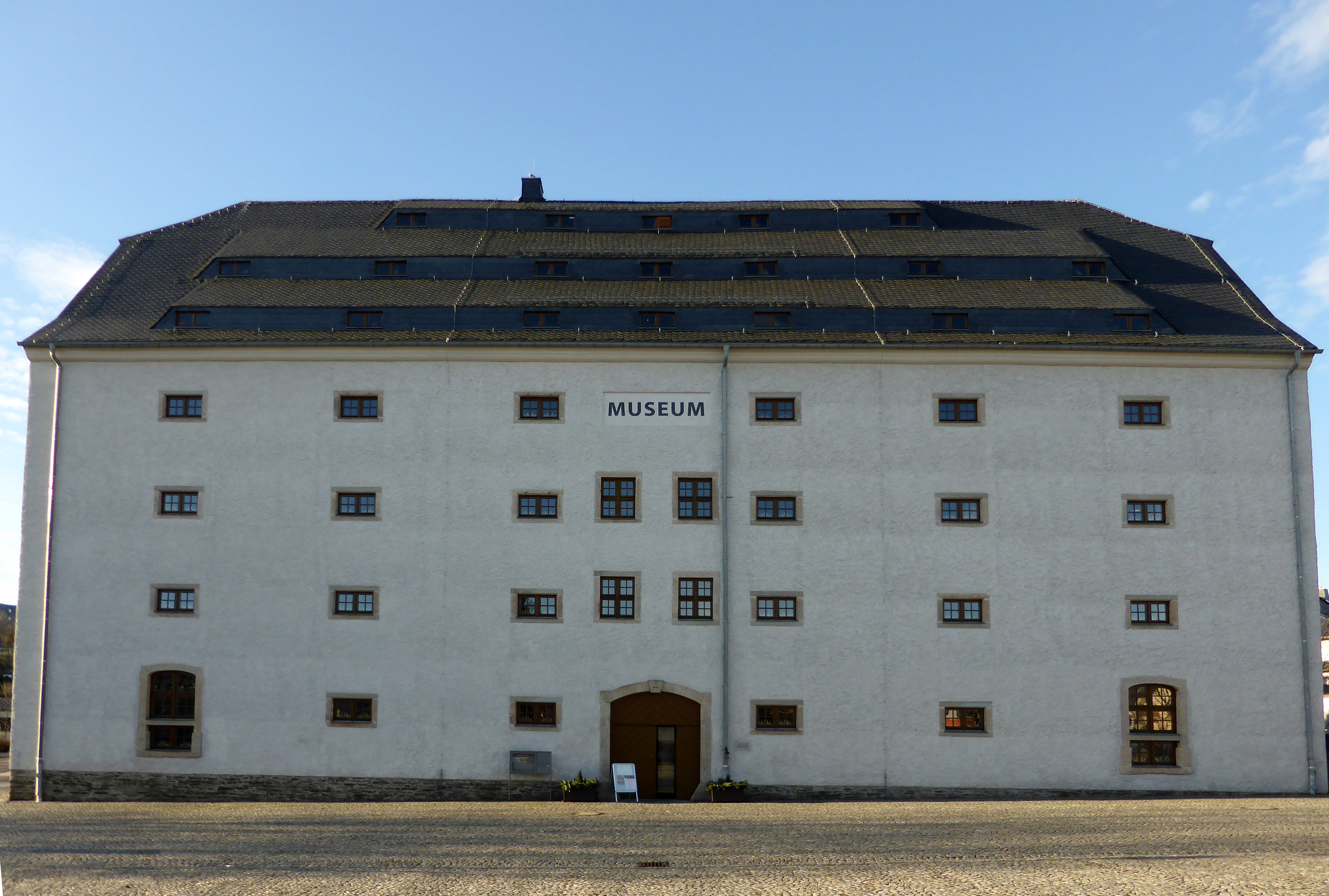
Museum sächsisch-böhmisches Erzgebirge

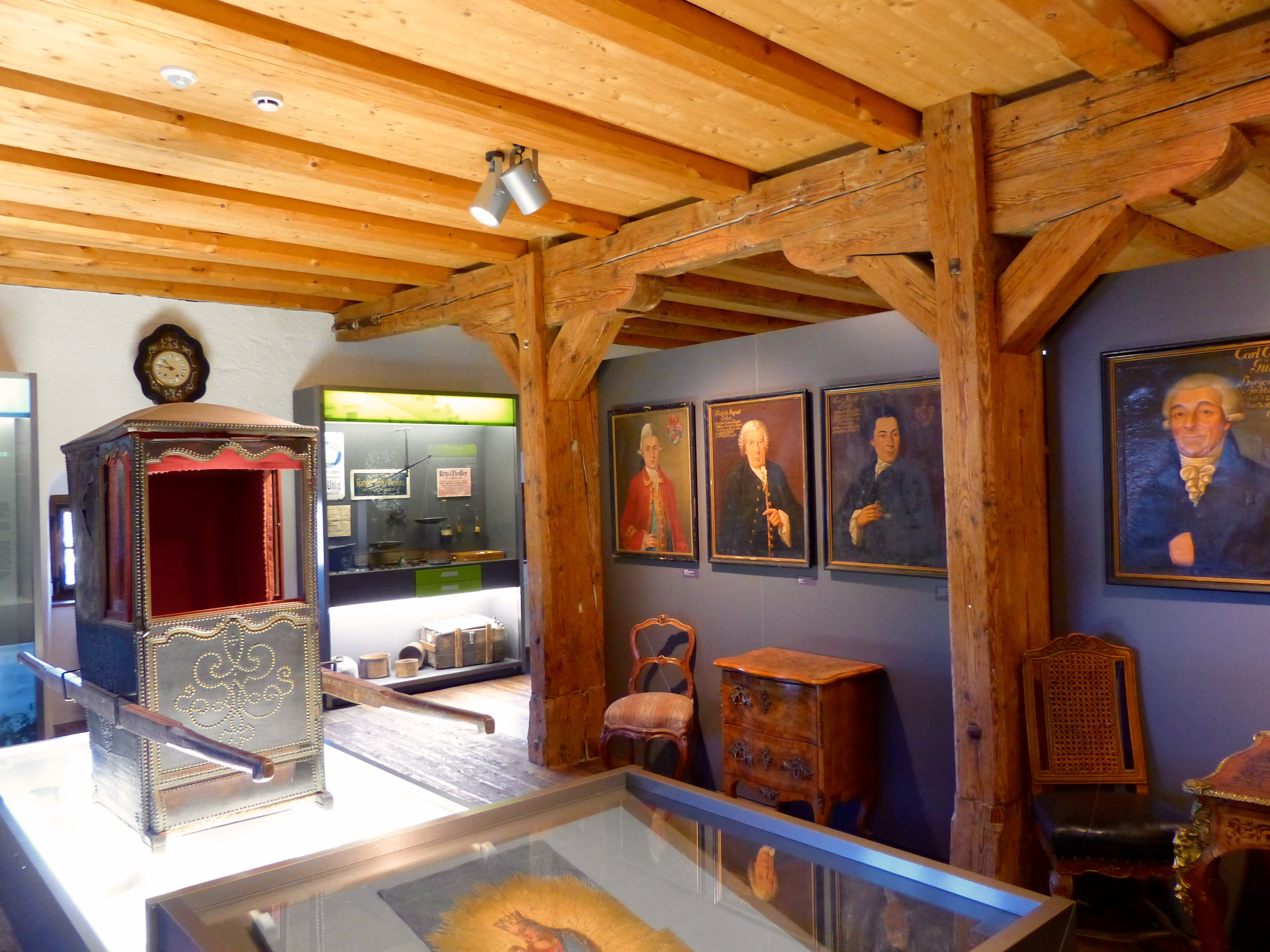
Ausstellungsraum

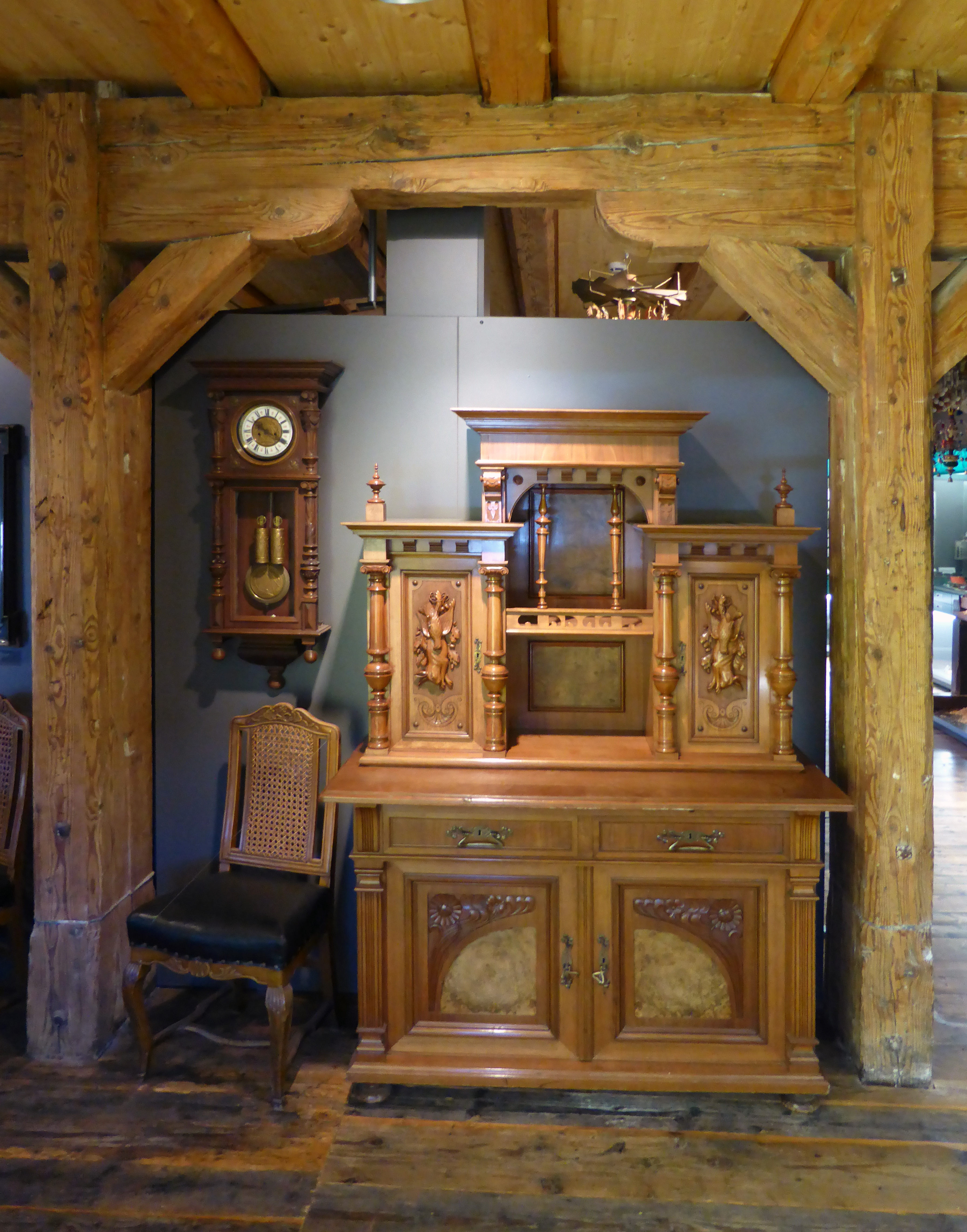

Das Museum sächsisch-böhmisches Erzgebirge ist ein Volkskunde-Museum in Marienberg. Das Museum wurde im Gebäude des historischen Bergmagazins nach einer umfangreichen Renovierung aus Mitteln der Europäischen Union am 30. April 2006 eröffnet. Heute werden im Museum Exponate des Alltagslebens und Volkskultur des sächsischen und böhmischen Erzgebirges in deutscher- und tschechischer Sprache präsentiert.

## Geschichte
Das 1806 bis 1809 auf Anraten von Bergmeister von Trebra errichtete Gebäude wurde zunächst als Getreidespeicher genutzt. Während der napoleonischen Befreiungskriege wurde das Haus 1813 bis 1814 als Lazarett genutzt. Ab 1858 befand sich im Gebäude die Militärkammer der Marienberger Garnison, ab 1873 die der ortsansässigen Unteroffiziersschule. Im Jahr 1920 ging das Gebäude in das Eigentum des Sächsischen Kriegsministeriums über. In den 1920er-Jahren befanden sich hier die Produktionsstätten der Marienberger Fahrzeugfabrik MAFA der Gebrüder Sättler sowie die Schokoladenfabrik Alfred Hertel. Im Jahre 1936 ersteigerte die Stadt Marienberg das Gebäude für 1700 Reichsmark. Bereits 1939 wurde es der Wehrmacht übergeben, nachdem es in der Zwischenzeit eine Segelfliegerschule, den Grenzschutz und einen Lehrsaal für eine NS-Motorradstaffel beherbergte.
Nach dem Zweiten Weltkrieg wurden in dem Gebäude Notunterkünfte für Kriegsflüchtlinge und Vertriebene eingerichtet. Auch in der DDR wurde das Haus durch das Militär genutzt. Ab 1956 war hier das 7. Mot.-Schützenregiment „Max Roscher“ Marienberg der 7. Panzerdivision Dresden untergebracht. Ab 1969 wurde das Gebäude durch den VEB Obst Gemüse Speisekartoffeln Marienberg übernommen und hier ein Obstlager und eine Bananenreife eingerichtet.
Nach der Wiedervereinigung wurde das Gebäude 1993 an die Stadt Marienberg zurückübertragen, die anschließend nach einer Nutzungsmöglichkeit für das historische Gebäude suchte. Im Jahr 2002 begann die Renovierung und Umgestaltung sowie die Konzeption des Museums. Nach vierjähriger Umbauzeit wurde das Museum Ende April 2006 eröffnet. Für die Sanierung des Getreidespeichers, der heute neben dem Museum auch noch die Stadtbibliothek und das Museum der Stadt Marienberg beherbergt, wurden über drei Millionen Euro aufgewendet, wobei 1,7 Millionen Euro aus dem INTERREG III A-Programm und 600.000 Euro aus dem Programm Städtebaulicher Denkmalschutz zur Verfügung gestellt wurden.

## Ausstellungen
Das Heimatmuseum Marienberg waren von 1966 bis 2006 im Zschopauer Tor untergebracht. Ein Teil der Exponate wurden 2006 ins Bergmagazin umgesiedelt. Die Ausstellung wurde gemeinsam mit den Museen in Most und Chomutov konzipiert. In der Dauerausstellung Erzgebirge – Biografie einer Region wird die kulturelle Geschichte des Erzgebirges auf sächsischer und böhmischer Seite dargestellt. Darüber hinaus zeigt die Ausstellung die Entwicklung der Stadt Marienberg und des Bergbaus im Marienberger Revier sowie eine Sammlung mechanischer Heimatberge. Ergänzt wird die Dauerausstellung durch mehrmals im Jahr wechselnde Sonderausstellungen.

### Sonderausstellungen (Auswahl)
- 2009: Regionale Keramikwerkstätten
- 2010: Himmlische Weihnacht mit Wendt & Kühn
- 2013: Die Mauer. Eine Grenze durch Deutschland
- 2013: Jugendopposition in der DDR
- 2013: Erzgebirgische Weihnachtspyramiden
- 2014: 90 Jahre Marienberger Dreieck
- 2014: Auf den Spuren des Bergbaus
- 2015: Puppenstuben aus Marienberg
- 2015: Zeitenwanderung – Auf dem Weg zum UNESCO-Weltkulturerbe

## Ausgewählte Exponate des Museums

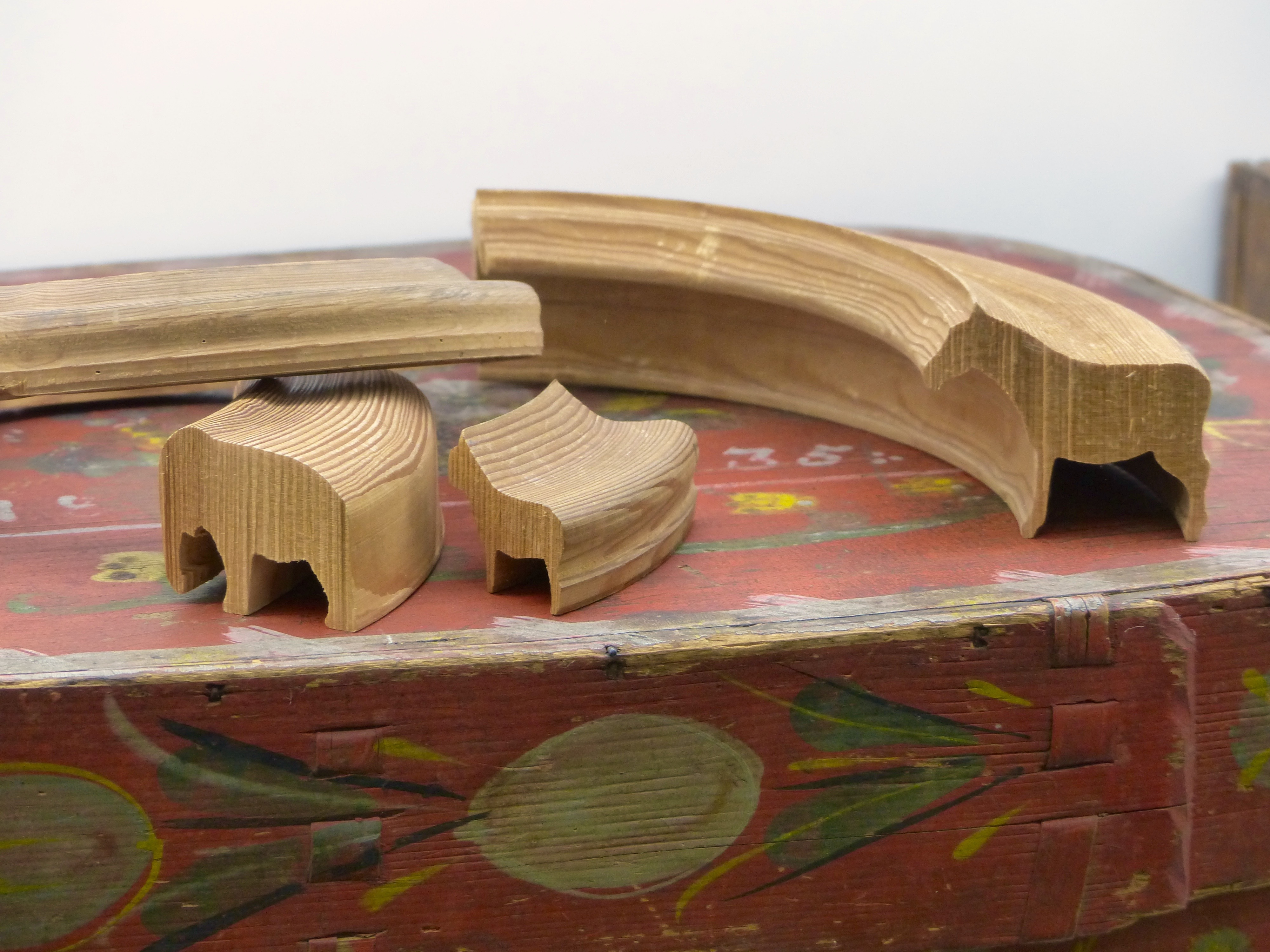
Reifentiere
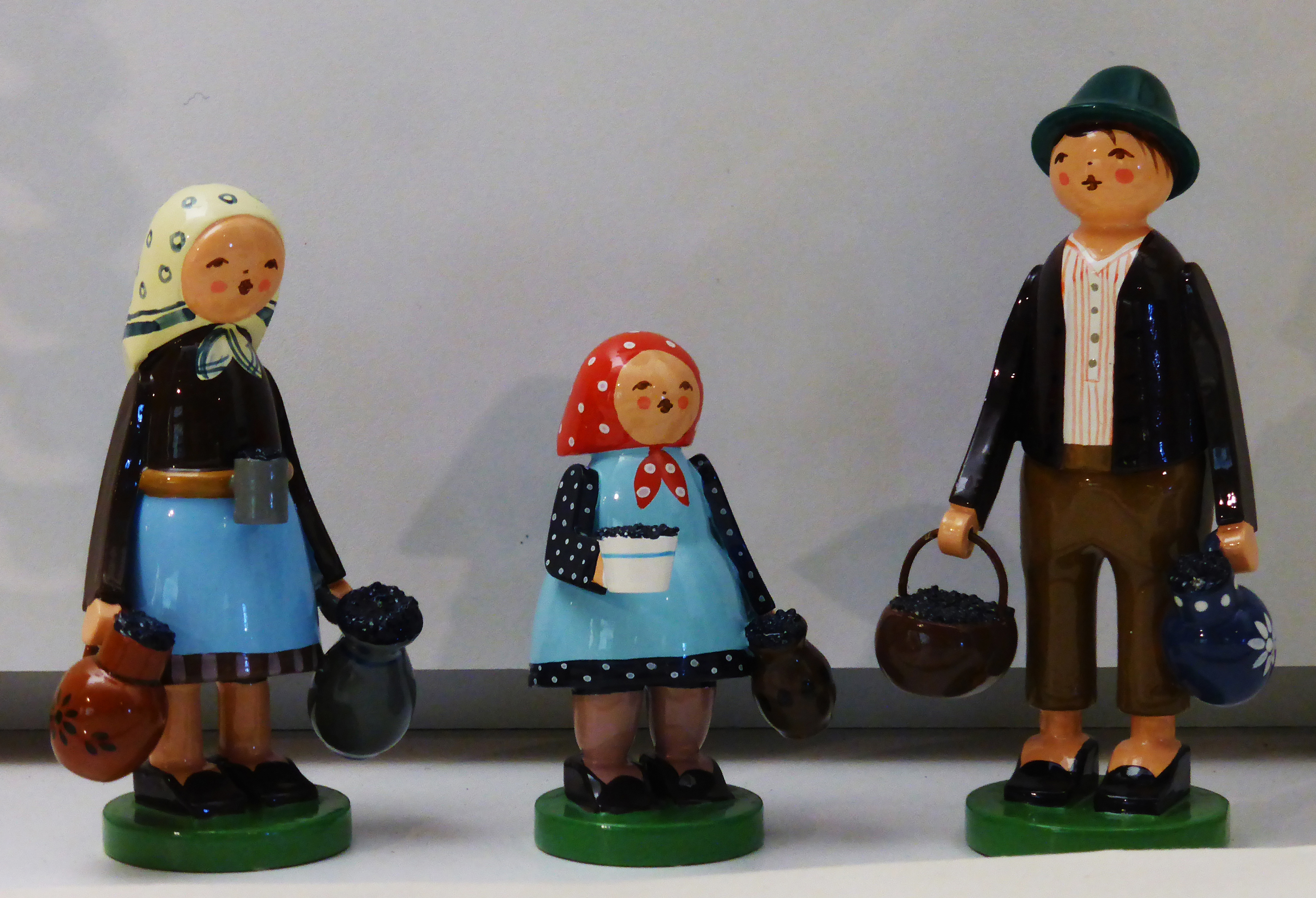
Beerensammler von Wendt & Kühn
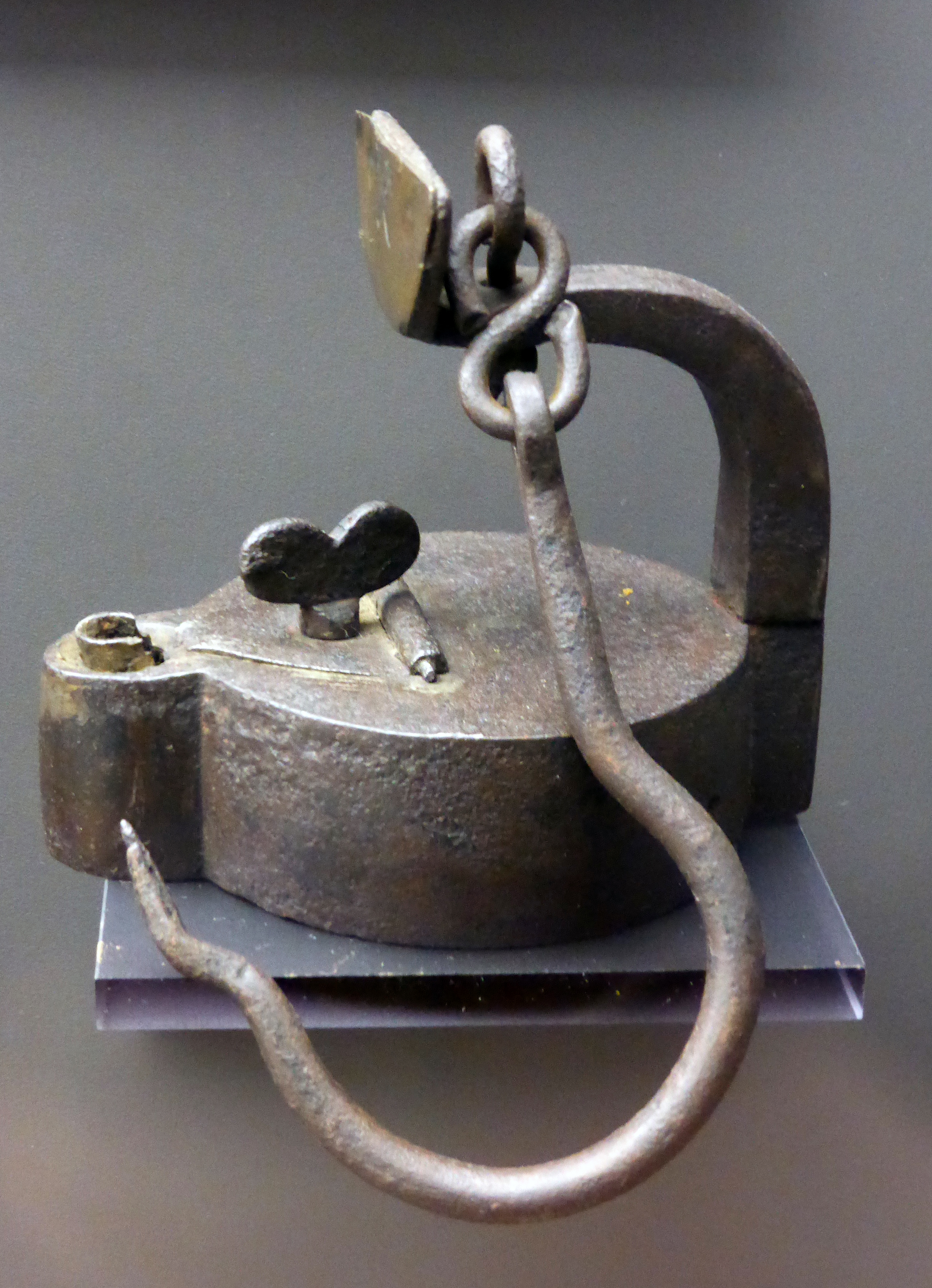
Froschlampe aus dem 18. Jahrhundert
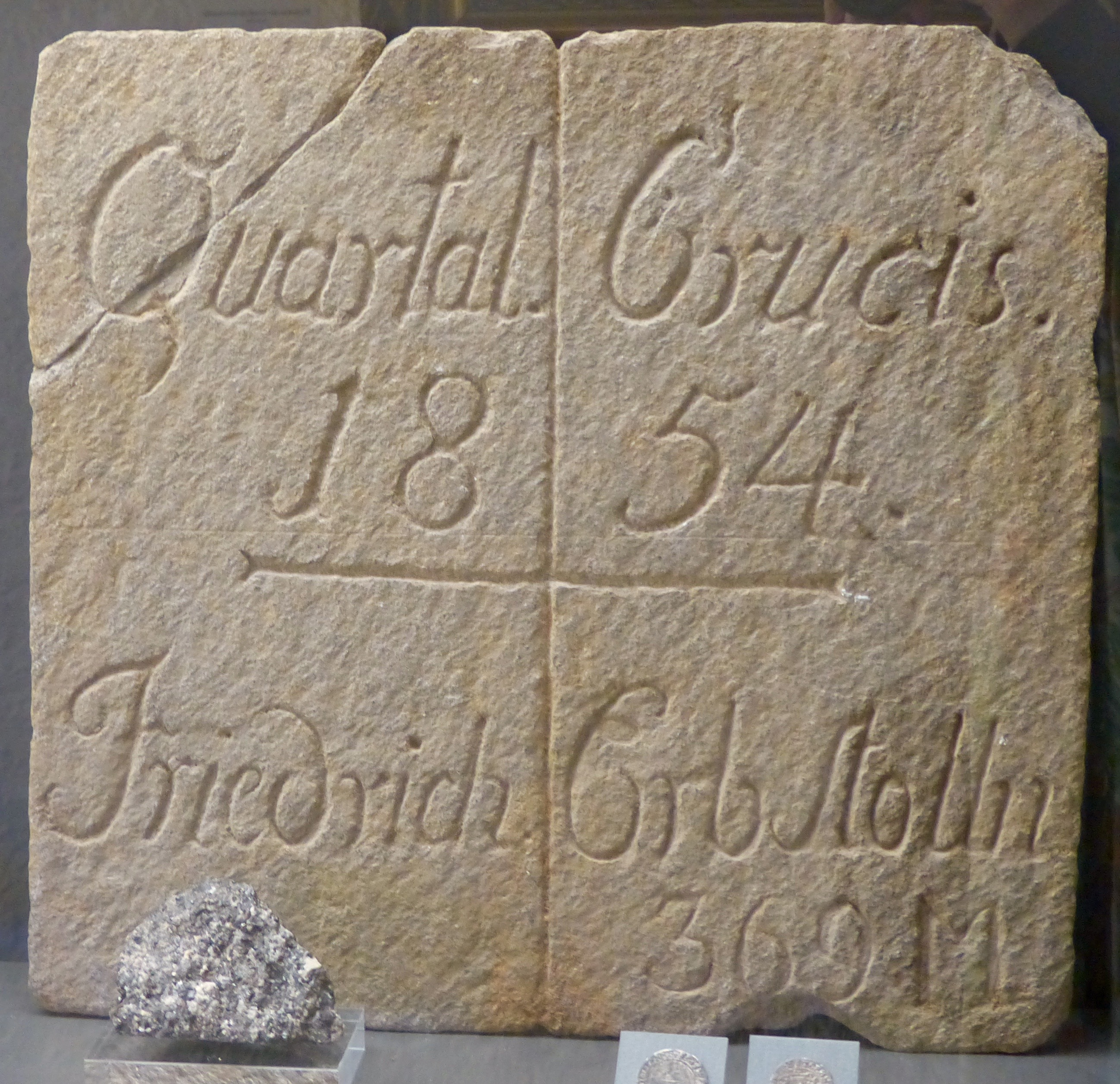
Lachtertafel von 1854
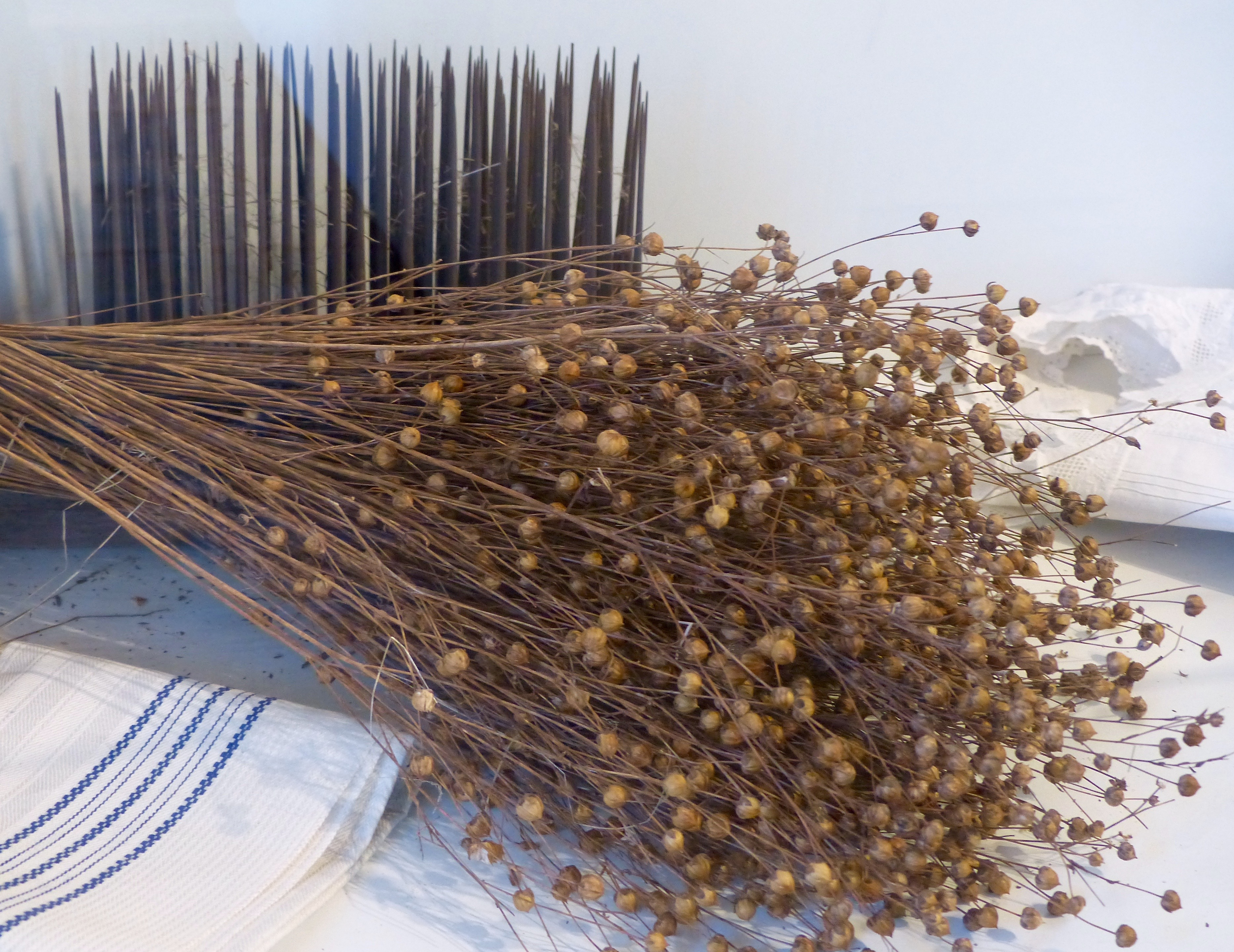
Flachs, Leinen und Flachskamm
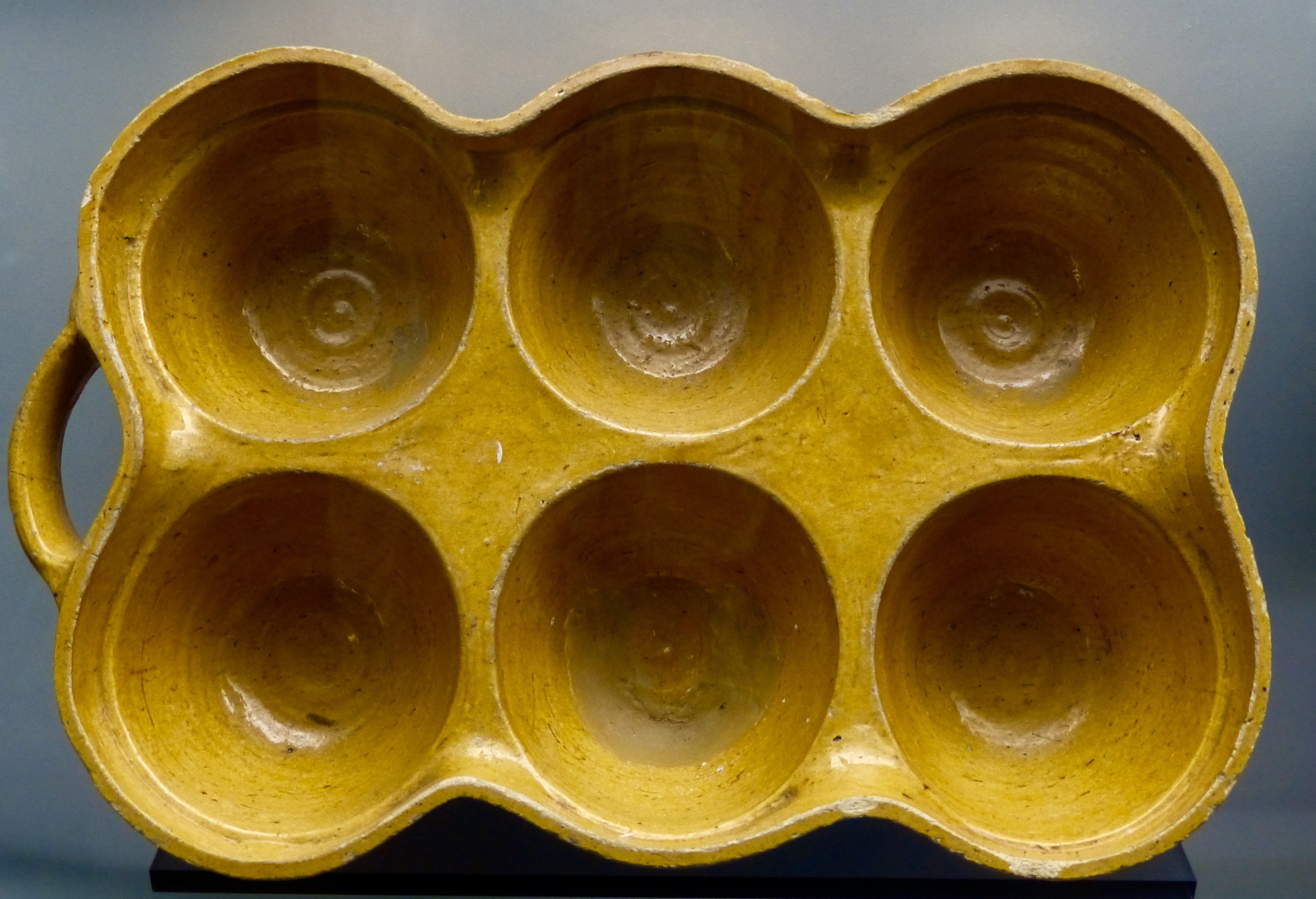
Buchtelpfanne
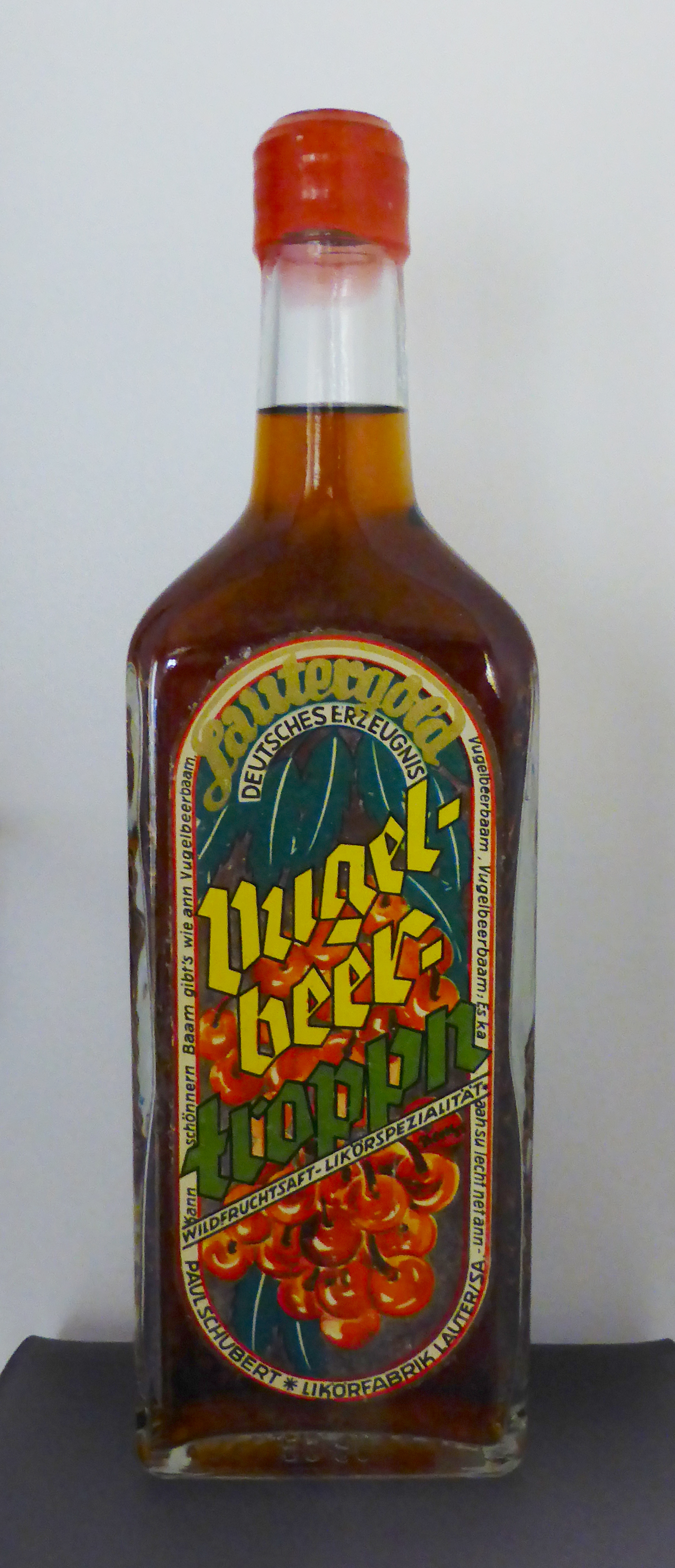
Lautergold Vugelbeertroppn
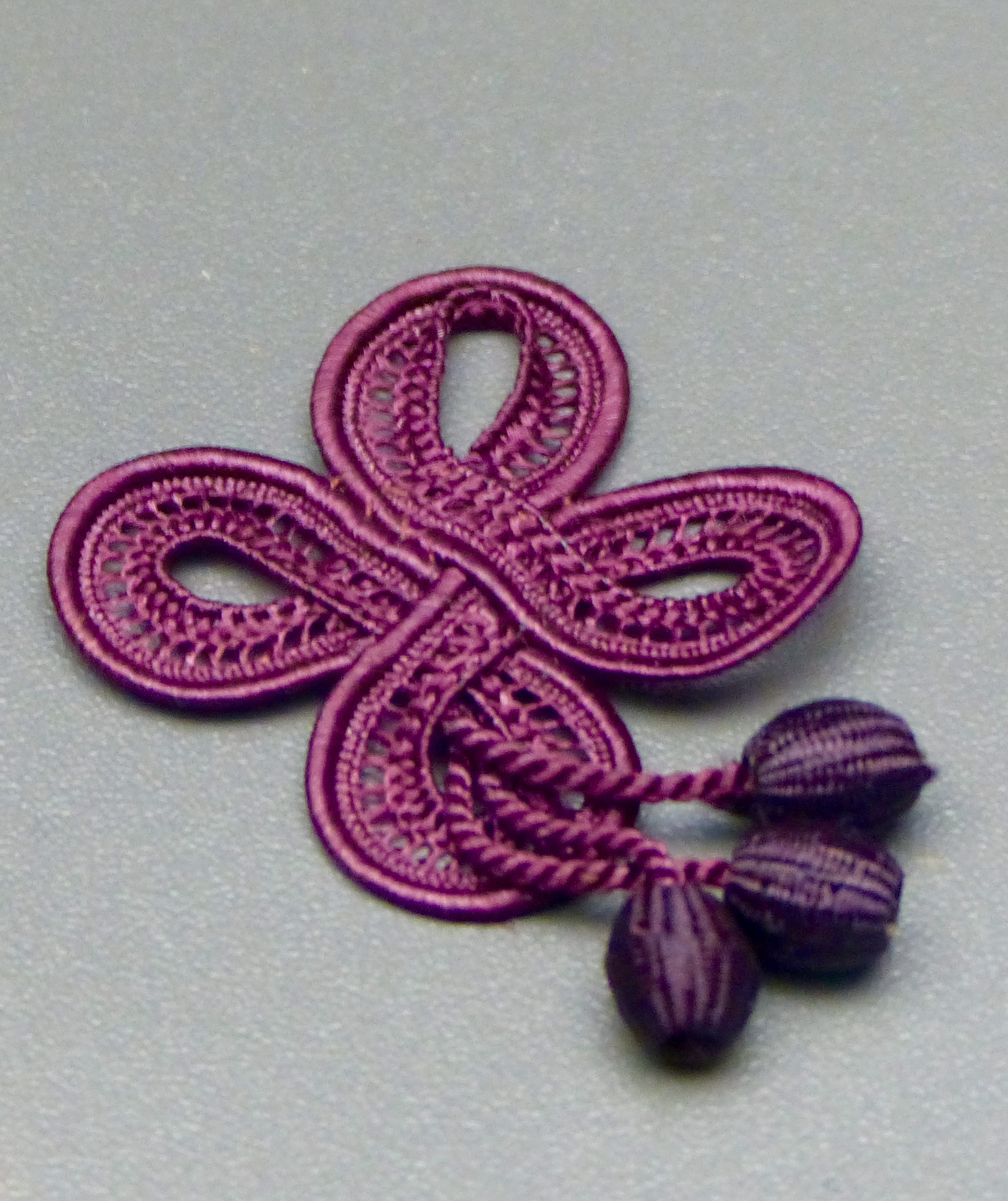
Posamenten
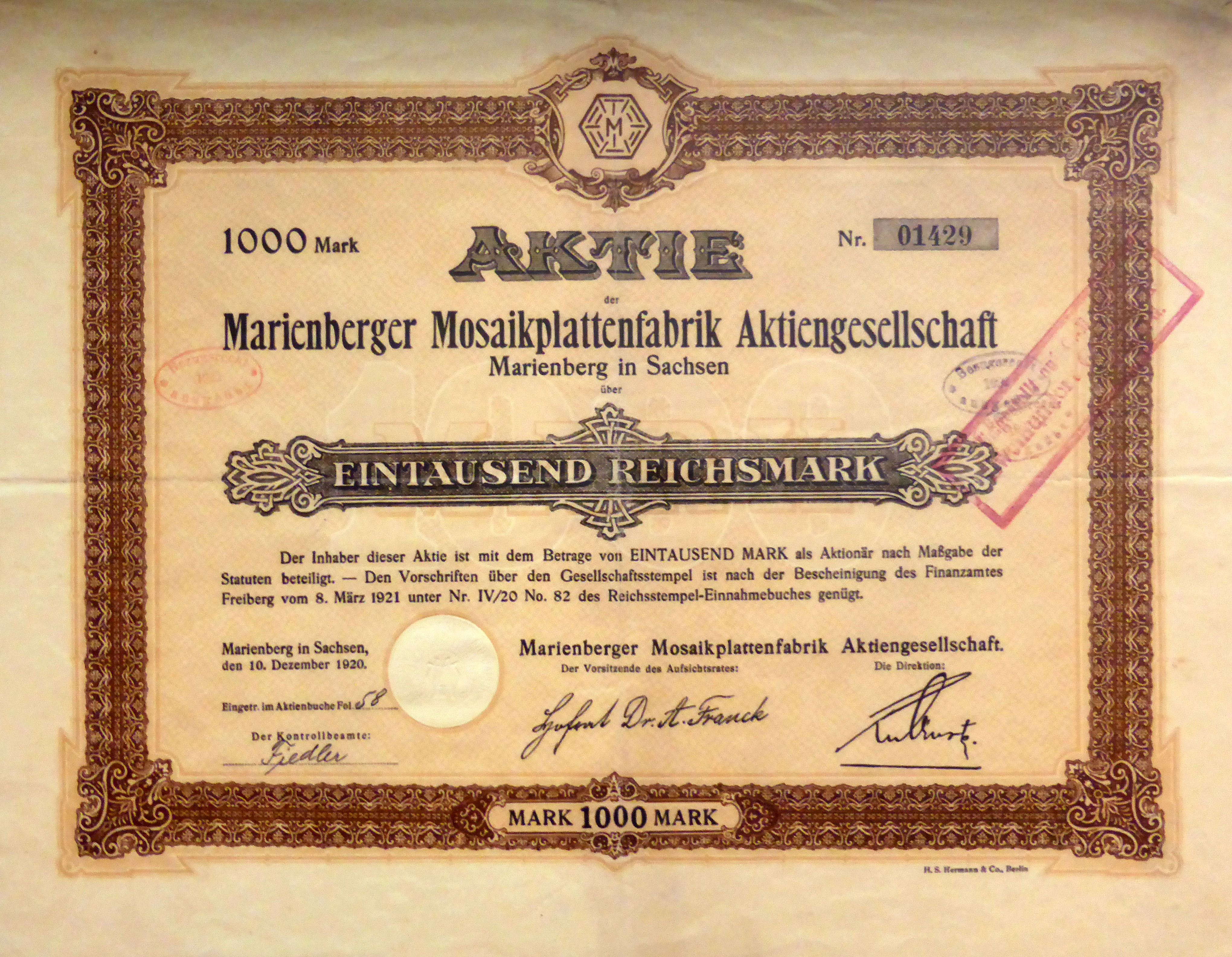
Aktie der Marienberger Mosaikplattenfabrik AG
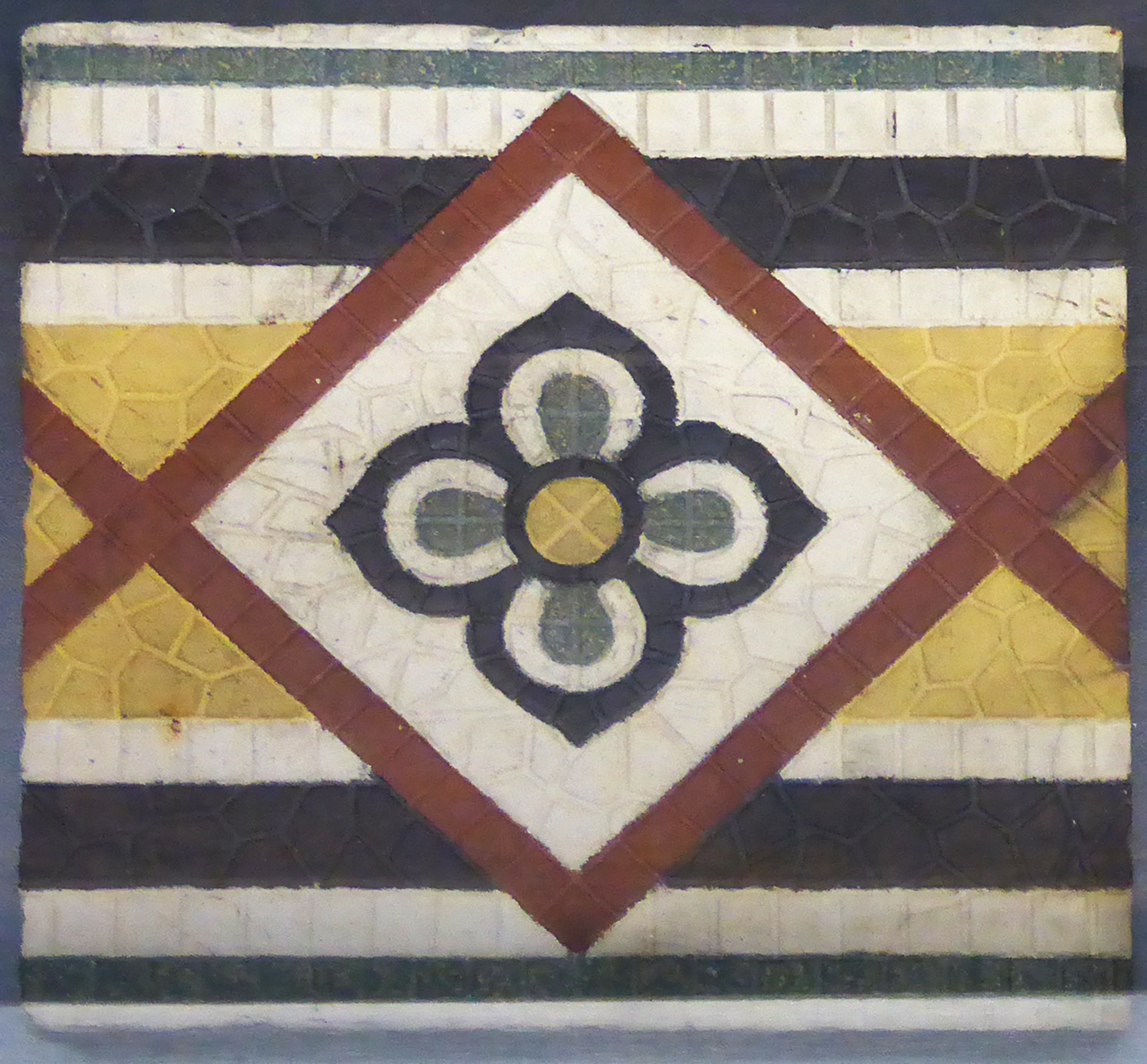
Marienberger Mosaikplatten
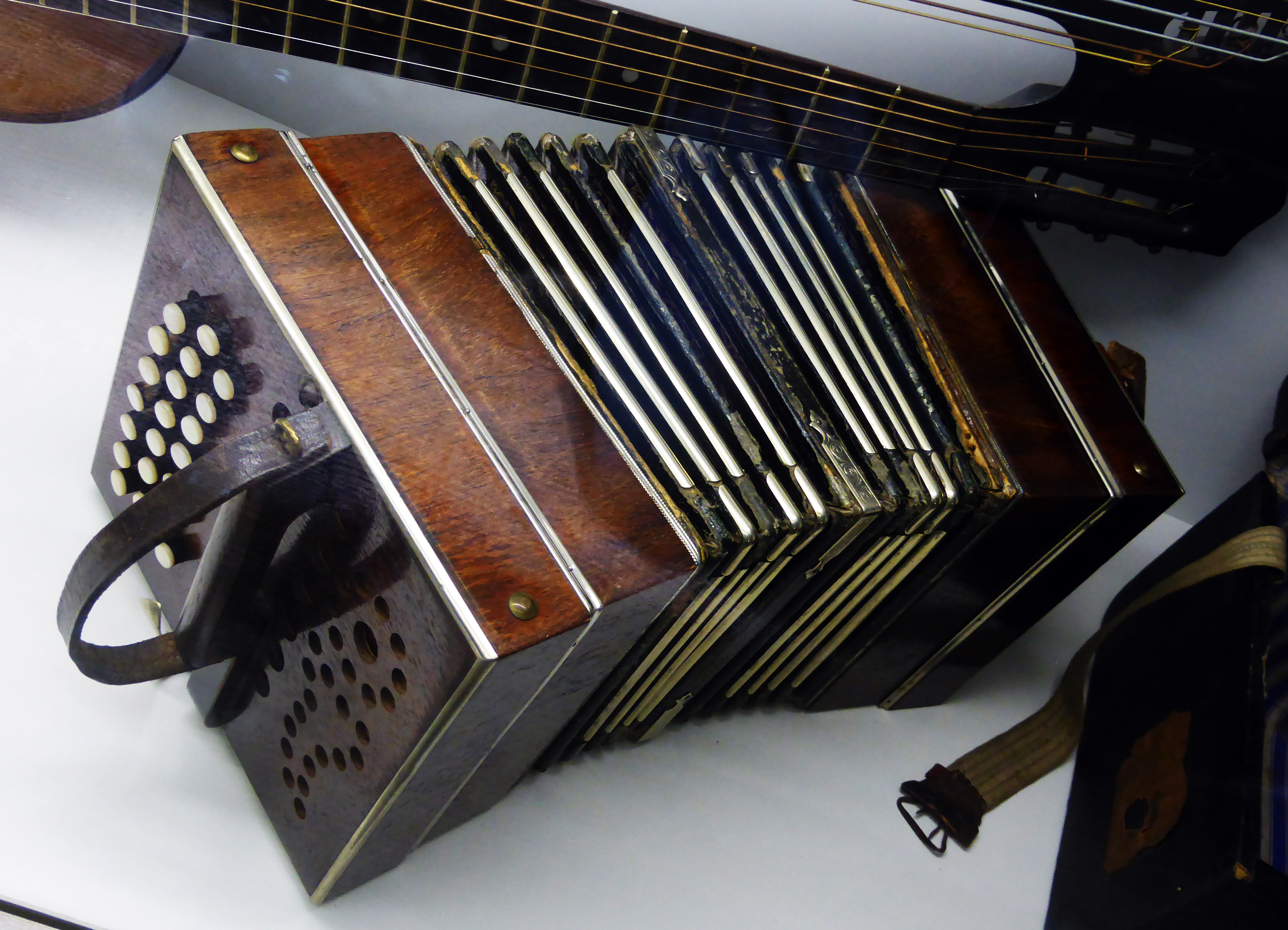
C. F. Uhlig Bandoneon
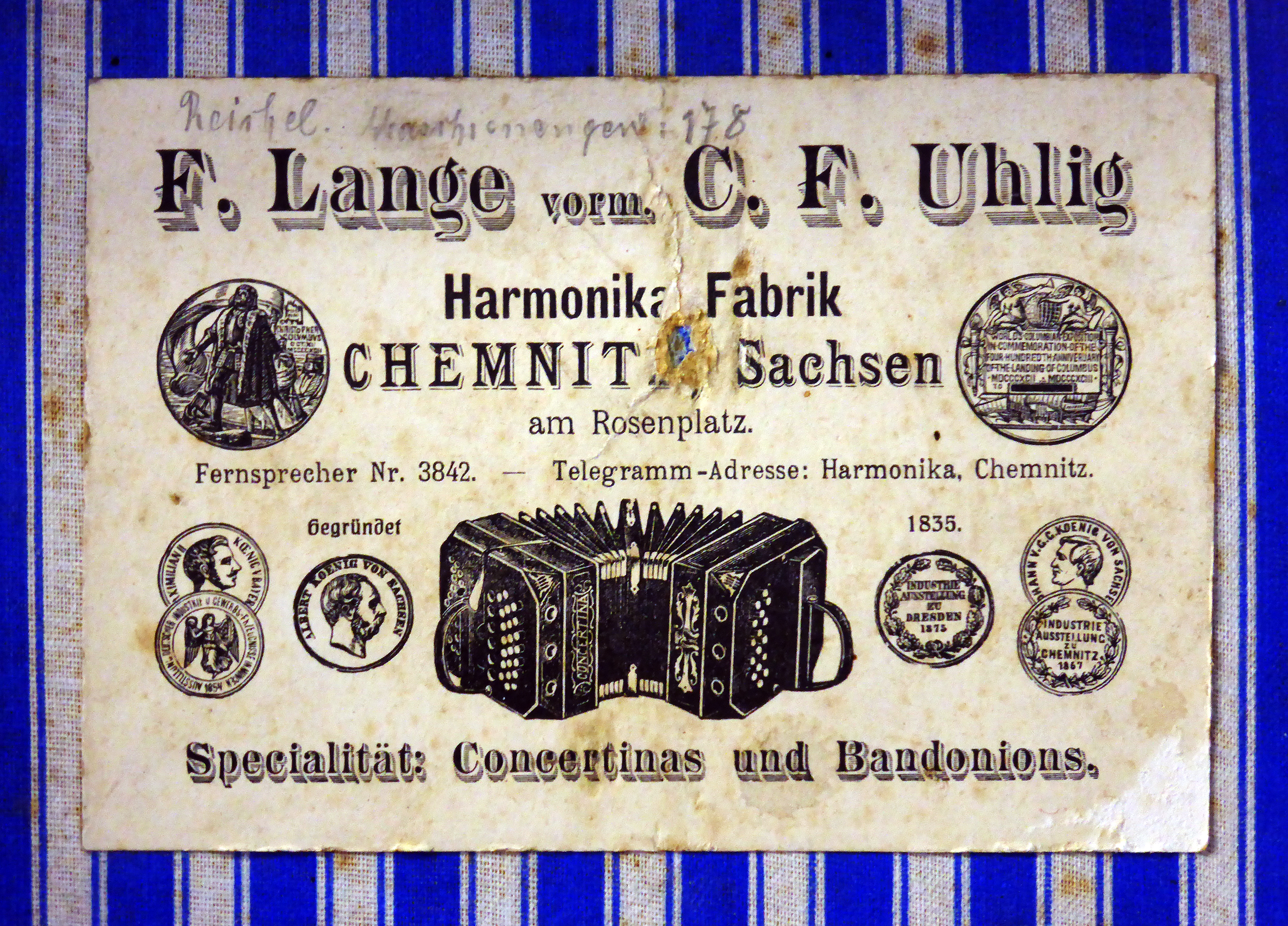
Kofferetikett der C. F. Uhlig Fabrik
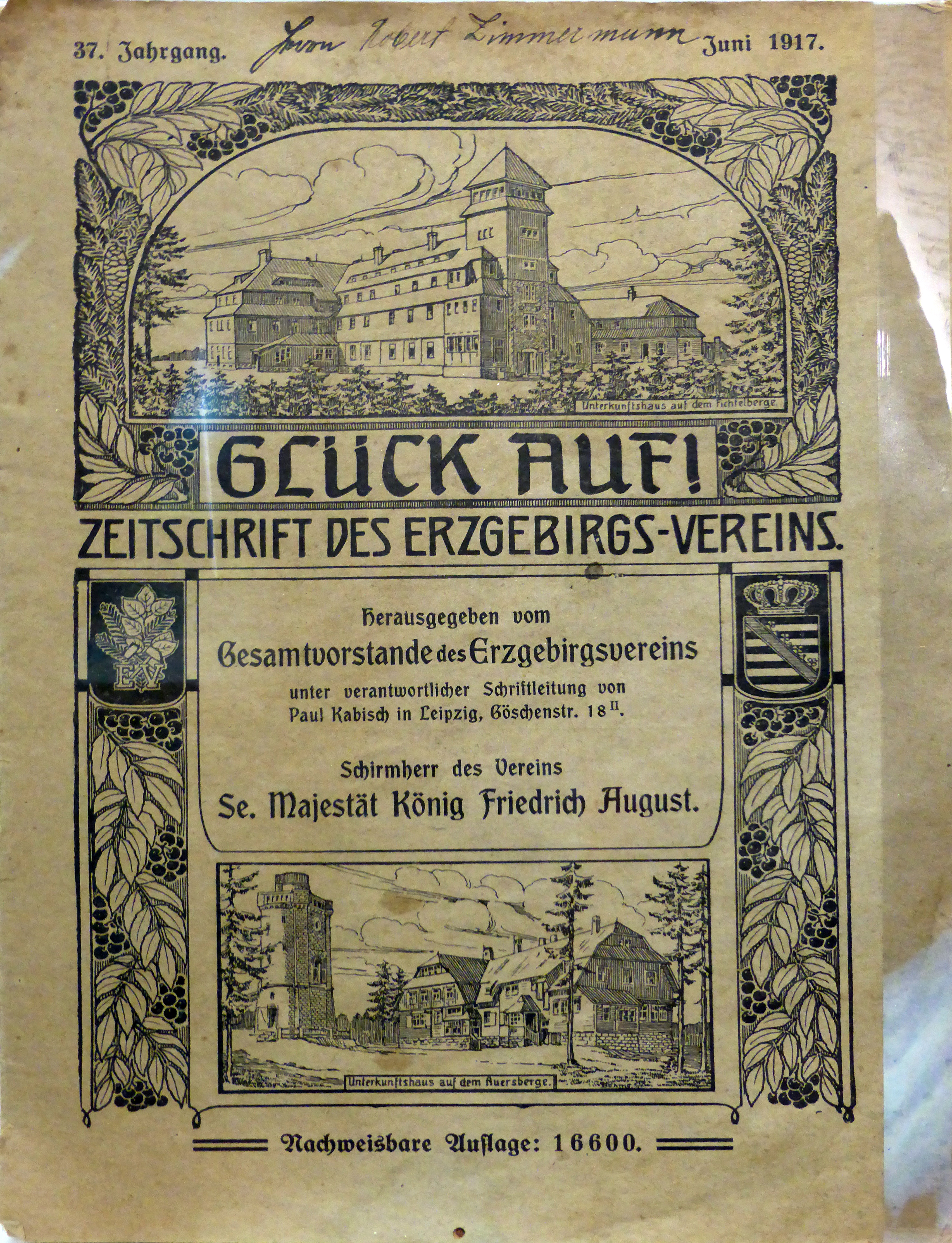
Glück auf! Zeitschrift des Erzgebirgsverein
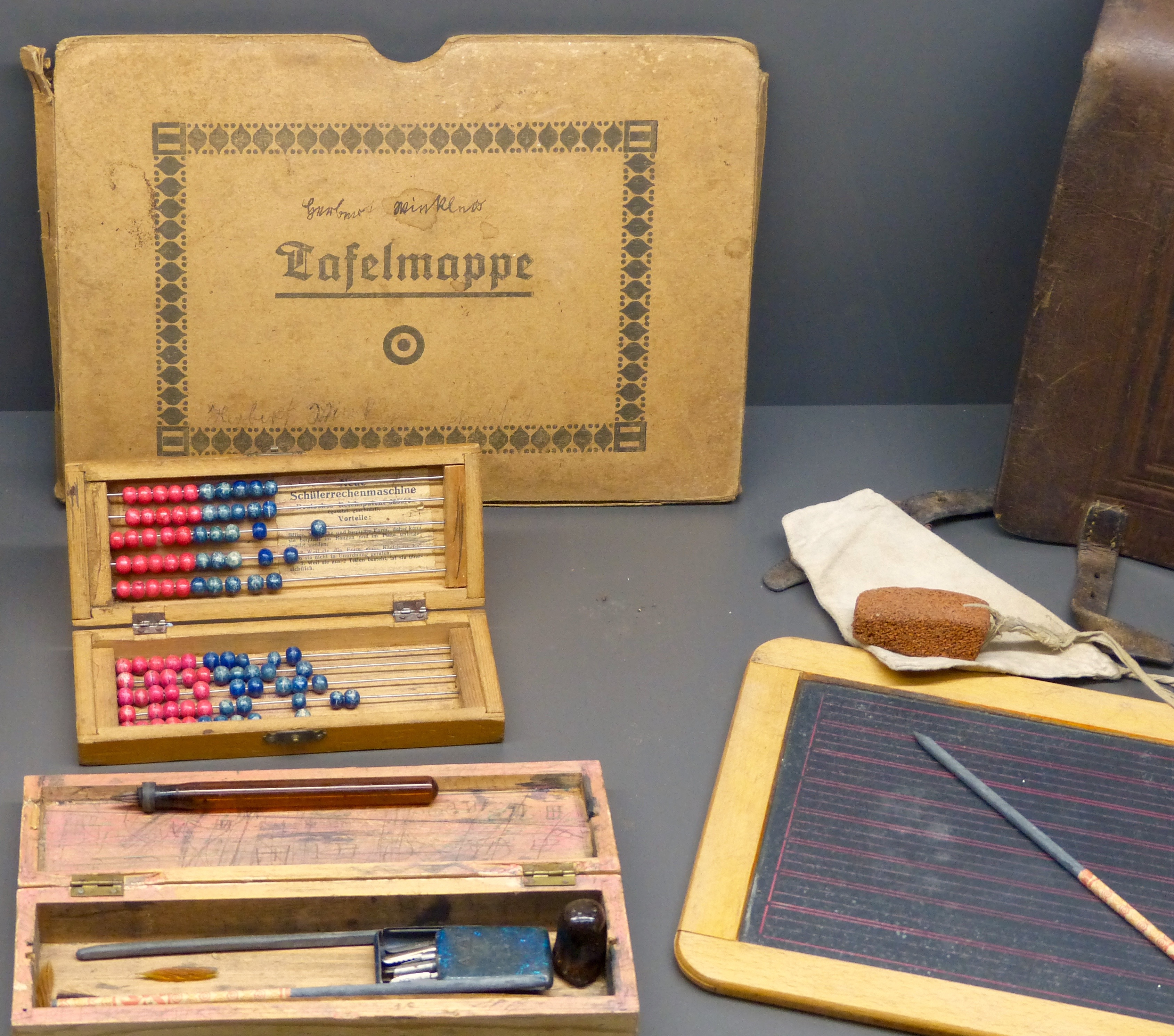
Schulutensilien Anfang 20. Jahrhundert